# Bloods
Os Bloods são uma gangue de rua predominantemente afro-americana fundada em Los Angeles, Califórnia. A gangue é amplamente conhecida por sua rivalidade com os Crips. É identificado pela cor vermelha usada por seus membros e por símbolos particulares de gangues, incluindo sinais de mão distintivos — seu símbolo com os dedos forma a palavra "blood" ("sangue" em português). Os Bloods são formados por vários sub-grupos conhecidos como "offsets". Desde sua formação, os Bloods já se espalharam por todos os Estados Unidos.

## História
Em meados de 1971, os Avalon Garden Crips  e mais alguns sets de Crips juntaram forças. Eles começaram a expandir o território Crip, para áreas não-Crip, que eram controladas pelos L.A. Brims, uma poderosa gangue de rua formada em 1969. Para responder às investidas dos Crips, muitas gangues pequenas se juntaram e formaram os Bloods, incluindo os Bishops e os Anthem Park Boys. Os Denver Lanes também tinha rixa com os Crips mas eles acabaram por desaparecer de L.A.
Os membros, estimados entre 25.000 e 30.000 e espalhados em quase todas as maiores cidades dos Estados Unidos, são conhecidos por vestirem cores vermelhas. O símbolo da gangue é a palavra inglesa "Bloods" (em português: sangue) feito pelas suas próprias mãos.

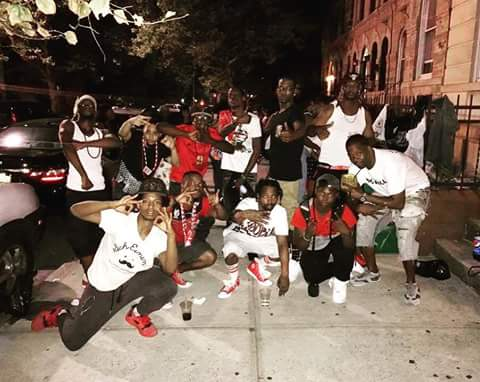
Hancock Street Blood em Brooklyn, Nova York.

Entre os membros mais conhecidos destacam-se o empresário Suge Knight e o rapper The Game, que afiliou-se aos Bloods nos anos 90. 